# Chad Coleman
Chad L. Coleman is een Amerikaans acteur. Coleman is het meest bekend van zijn rollen in The Wire en The Walking Dead.
- Library of Congress Control Number: n2006095418
- Virtual International Authority File: 14205590
- WorldCat: E39PBJhMghBPfMpQr8GMdqfXh3